# Gran mufti del Libano
Il mufti della Repubblica Libanese è la suprema autorità giuridica islamica sunnita del Libano. La sua figura è regolata dalla Legge 18 del 1955, che lo pone a capo della comunità musulmana sunnita in Libano. 
Dal 2014 il suo ruolo è ricoperto dallo sceicco Abdellatif Daryan.

## Storia
Nel marzo 1920, il Congresso panarabo di Damasco sancisce l’indipendenza dei territori arabi del Bilad al-Sham dall'impero ottomano, ma il trattato di Sykes-Picot li spartisce tra il Mandato francese sulla Siria e quello britannico su Palestina, Transgiordania ed Iraq. 
L'amministrazione coloniale francese nel 1921 attribuì a sé la gestione dei Waqf, e nel 1926 divise ulteriormente il proprio territorio separando il Libano dalla Siria. Il mufti di Beirut, Mustafa an-Naja, non riconobbe tale divisione e rifiutò di avere un ruolo nella stesura della Costituzione libanese. 
Nel 1931 una legge pose il mufti di Beirut a capo di un Alto Consiglio deputato alla guida della comunità sunnita libanese e delle sue dotazioni, in un Libano multiconfessionale . Nel 1932 Al Naja morì ed un collegio di 32 ulema elesse come suo successore Muhammad Tawfiq Khalid, che si sforzò di avvalersi del suo nuovo ruolo di guida dei sunniti libanesi nei confronti del Mandato francese, fino al 1943, e successivamente all'indipendenza del Libano fece costruire gli attuali uffici della Dar al-Fatwa a Beirut. 
Nel 1951 venne eletto come mufti Muhammad Alaya, che si interessò principalmente di questioni religiose.
Nel 1955, la Legge n.18 istituì l'Amministrazione religiosa dei musulmani sunniti, un'istituzione indipendente con potere legislativo in materia religiosa e negli affari interni alla comunità sunnita, e attribuì al mufti, con carica vitalizia, il ruolo di guida della comunità sunnita e la presidenza tanto nella gestione dei Waqf quanto nella produzione di fatwe. 
Il mufti si trovò dunque formalmente a capo di un Consiglio di studiosi islamici, leader politici e membri del Governo e del Parlamento, che presiedeva all'amministrazione delle scuole e delle moschee sunnite.
Il 21 dicembre 1966, l'elezione del nuovo mufti venne dunque demandata a una Commissione di studiosi islamici, leader politici e intellettuali del Libano, che si accordarono per nominare Hassan Khaled, un teologo islamico già a capo dell'Alto consiglio di legittimità giuridica del Libano. 
Il mufti fu dunque espressione della coalizione islamica sunnita, che includeva importanti politici libanesi, e presiedette alla comunità islamica sunnita libanese nel difficile periodo della guerra civile libanese, cercando la pacificazione tra le diverse componenti della società civile, come gli fu riconosciuto con l'appellativo postumo di "padre della moderazione", a seguito del suo assassinio nel maggio 1989 su probabile mandato della Siria baathista. 
Il suo successore designato, lo sceicco Mohammed Rashid Qabbani, già Professore di Diritto islamico all'Università Araba di Beirut, assunse il ruolo di mufti ad interim, in quanto i politici sunniti rinviarono per sette anni la nuova elezione, modificando preliminarmente la legge elettorale nel dicembre 1996, che ridusse il corpo elettorale ad una commissione costituita da 96 elettori. Successivamente Qabbani fu confermato come mufti, con l'appoggio della Siria.
Nel 2009, Qabbani subì un tentativo di attentato, di probabile matrice islamista. 
Nell'agosto 2014, durante la guerra civile siriana, fu eletto mufti lo sceicco Abdellatif Daryan.

## Pronunciamenti
- Nel 2004 il mufti Qabbani si espresse a favore del prolungamento del mandato del presidente Lahoud, eletto alla fine della guerra civile con il sostegno della Siria baathista[5];
- nel 2011 il mufti ebbe parole poco lusinghiere per gli immigrati palestinesi in Libano, definendoli "spazzatura" [6];
- nel settembre 2012 il mufti condannò la messa in onda del film anti-islamico Innocence of Muslims, sostenendo che "istigasse la tensione tra cristiani e musulmani" in occasione della visita del Papa di Roma, e che la pellicola fosse stata commissionata dai giudei con donazioni di 5 milioni di USD [7], così come l'attentato alle Twin Towers[8];
- nel 2013 il mufti emise una fatwā in cui equiparava il supporto politico all'introduzione del matrimonio civile all'apostasia dall'islam[9][10];
- nel 2014 il mufti sostenne la causa palestinese appellando al jihād per " [liberare] la terra santa di Palestina dall'occupazione giudea" [11];
- nel luglio 2014 il mufti condannò le persecuzioni dello Stato Islamico contro le minoranze, dichiarando: "noi musulmani non ci fermeremo finché i nostri fratelli cristiani del Levante siano messi in condizione di vivere in pace sicurezza e tranquillità"[12];
- nell'agosto 2014, nel discorso di insediamento, il Mufti Daryan si pronunciò per la riconciliazione tra sciiti e sunniti [13];
- in occasione della crisi politica del 2017, il Mufti auspicò il ripristino di buone relazioni con l'Arabia Saudita [14];
- nel dicembre 2017, a seguito del sostegno statunitense all'occupazione israeliana di Gerusalemme, il Mufti prese parte ad un summit interconfessionale a Bkerké presieduto dal Patriarca maronita, in difesa del diritto del popolo palestinese[15];
- nel 2018 il Mufti si espresse contro le persecuzioni ai cristiani [13].

## Lista
- Mustafa an-Naja, mufti di Beirut fino al 1932;
- Muhammad Tawfiq Khalid, dal 1932 al 1951;
- Muhammad Alaya, dal 1951 al 1966;
- Hassan Khaled, dal 21 dicembre 1966 al 16 maggio 1989;
- Mohammad Rashid Qabbani, dal 29 giugno 1989 all'agosto 2014;
- Abdellatif Daryan, dall'agosto 2014.